# Samanea guineensis
Samanea guineensis är en ärtväxtart som först beskrevs av Georges Charles Clément Gilbert och Raymond Boutique, och fick sitt nu gällande namn av John Patrick Micklethwait Brenan och Brumm. Samanea guineensis ingår i släktet Samanea och familjen ärtväxter. Inga underarter finns listade i Catalogue of Life.